# برنارد برودور
برنارد برودور هو سياسي كندي، ولد في 10 أبريل 1956 في غرانبي في كندا. نشط حزبياً في حزب كيبيك الليبرالي. وقد انتخب عضو الجمعية الوطنية في كيبك ‏.